# Barbara Hambly
Barbara Hambly (28 de agosto de 1951) es una escritora y guionista estadounidense, que ha escrito novelas de fantasía, ciencia ficción, suspense y ficción histórica. Normalmente sus historias transcurren en mundos de su propia creación o en otros mundos ficticios ya creados (como los de Star Trek y Star Wars).

## Biografía
Barbara Hambly nació en San Diego, California y creció en Montclair, California. Sus padres, Edward Everett Hambly Sr. y Florence Moraski Hambly procedía de una ciudad minera del este de Pensilvania. Tiene una hermana mayor, Mary Ann Sander, y un hermano pequeño, Edward Everett Hambly Jr. Durante su adolescencia, Barbara leyó y quedó fascinada por El Señor de los Anillos de J. R. R. Tolkien. Durante esta época también se aficionó a los disfraces y durante mucho tiempo participó en la Society for Creative Anachronism. A mediados de la década de 1960 la familia Hambly pasó un año en Australia.
Barbara Hambly tiene un título de Historia Medieval de la Universidad de California en Riverside. Completó su licenciatura en 1975 y pasó un año en Burdeos, Francia, como parte de sus estudios. En 1982 la editorial Del Rey Books publicó su primera novela, Time of the Dark. Antes de comenzar su carrera como escritora Hambley eligió ocupaciones que le proporcionaran tiempo para escribir: profesora de instituto, modelo, camarera, editora técnica, empleada de noche en una tienda de 24 h e instructora de Shotokan (karate). Barbara fue la presidenta de la Asociación de Escritores de Ciencia Ficción y Fantasía de América entre 1994 y 1996. Sus obras han sido nominadas a muchos premios literarios de fantasía y terror, ganando un Premio Locus a la mejor novela de terror con Those Who Hunt the Night (1989), (publicada en el Reino Unido como Inmortal Blood) y el Premio Lord Ruthven a una novela de ficción por su secuela, Traveling With The Dead. (1996).
Barbara Hambly estuvo casada con el escritor de ciencia ficción George Alec Effinger hasta la muerte de su marido en el año 2002. Actualmente vive en Los Ángeles. Hambly a menudo comenta que sufre un desorden afectivo periódico que no le fue diagnosticado durante años.

## Temas frecuentes
Debido a la diversidad de los géneros literarios de Barbara Hambly, sólo hay unos pocos que son recurrentes en las novelas.
En la temática fantástica le gustan los personajes inusuales, como la bruja menopáusica y el sabio reticente de la trilogía Winterland o el agente secreto y filólogo de sus novelas de vampiros. 
Su estilo narrativo está lleno de vívidas descripciones y personajes cuyas acciones cargan con las consecuencias de sus vidas y relaciones, mostrando una sensación de dolor y pérdida; los personajes de Hambly experimentan el dolor de poseer aspiraciones frustradas en un grado poco habitual en la mayoría de las novelas de fantasía.
Aunque utilizada muchos clichés y elementos del género fantástico sus obras se separan de la norma mediante la exploraciones de las implicaciones éticas y las consecuencias de estos elementos, y de su impacto sobre los personajes, con características muy realistas. Evitando la "...fácil autoidentificación con el género fantástico" (p. 449) y negándose a que su obra se guíe por convencionalismos y los deseos del público, lo que en parte ha impedido que Barbara Hambly haya obtenido una excesiva popularidad.
Aunque la magia está presente en muchos de sus escenarios, no se utiliza como una solución fácil, sino que sigue reglas y exige un sacrificio de los magos. Sus escenarios por lo general son racionalizados como universos alternativos.
Barbara Hambly investiga y define de forma realista sus escenarios, bien personalmente o mediante libros, frecuentemente utilizando sus conocimientos de Historia Medieval para proporcionar detalles y profundidad al trasfondo.

### Darwarth

#### La trilogía de Darwath
- El regreso de los seres oscuros (The Time of the Dark) (1982). Timun Mas, 1991.
- La fortaleza (The Walls of Air) (1983). Timun Mas, 1992.
- Los ejércitos de la luz (The Armies of Daylight) (1983). Timun Mas, 1992.

#### Novelas independientes de Darwath
- Mother of Winter (1996; nominada al premio Locus en 1997)
- Icefalcon's Quest (1998)

### Sun Wolf and Starhawk
- Las señoras de Mandrigyn (The Ladies of Mandrigyn) (1984; nominada al premio Locus, 1985). Nova Fantasía. Ediciones B, 1990.
- Las brujas de Benshar (The Witches of Wenshar) (1987; nominada al premio Locus, 1988). VIB. Ediciones B, 1993.
- La mano negra de la magia (The Dark Hand of Magic) (1990). VIB. Ediciones B, 1993.

### Winterlands
- Vencer al dragón (Dragonsbane) (1985; nominada al premio Locus 1986 y 1987). Nova Fantasía. Ediciones B, 1990 / Byblos. Ediciones B, 2007.
- Dragonshadow (1999; nominada al premio Locus, 2000)
- Knight of the Demon Queen (2000; nominada al premio Locus, 2001)
- Dragonstar (2002)
- Princess (2010, novela corta protagonizada por John Aversin. Disponible en la página web de Hambly.)

### The Windrose Chronicles
- El espíritu del mago oscuro (The Silent Tower) (1986). Timun Mas, 1992.
- The Silicon Mage (1988)
- Dog Wizard (1993; nominada al premio Locus, 1994)
- Stranger at the Wedding/Sorcerer's Ward  (1994)

### Universo de Star Trek
- Ishmael (1985)
- Ghost-Walker (1991)
- Crossroad (1994)

### James Asher, novelas de Vampiros
- Those Who Hunt The Night/Immortal Blood (título en el Reino Unido) (1988; ganadora de la mejor novela de terror de 1989)
- Traveling With The Dead (1995; nominada al premio Locus, 1996, ganadora del premio Lord Ruthven , 1996)
- Blood Maidens (2010)
- Magistrates of Hell (2012)
- The Kindred of Darkness (2014)
- Darkness on his Bones (2015)
- Pale Guardian: A Vampire Mistery (2017)

### La Bella y la Bestia
- Beauty and the Beast novelización de la serie (1989)
- Song of Orpheus (1990)

### Sun-Cross
- The Rainbow Abyss (1991; nominada al premio Locus, 1992)
- The Magicians of Night (1992; nominada al premio Locus, 1993)

### Universo de Star Wars
- Children of the Jedi (1995)
- Planet of Twilight (1997)

### The Benjamin January Mysteries
- A Free Man of Color (1997)
- Fever Season (1998)
- Graveyard Dust (1999)
- Sold Down the River (2000)
- Die upon a Kiss (2001)
- Wet Grave (2002)
- Days of the Dead (2003)
- Dead Water (2004)

### Raven Sisters
- Sisters of the Raven (2002)
- Circle of the Moon (2005)

### Novelas independientes
- Bride of the Rat God (1994; nominada al premio Locus, 1995)
- Magic Time (2002) (con Marc Zicree)
- Renfield (2006)

### Ficción histórica
- Search the Seven Hills [originalmente The Quirinal Hill Affair] (1983)
- The Emancipator's Wife (2005; finalista del Premio Michael Shaara a la Excelencia en Ficción de la Guerra Civil, 2006)
- Patriot Hearts (2007)